# Vương quốc Luang Phrabang
Vương quốc Luang Phrabang (tiếng Pháp: Royaume de Luang Prabang), sử Việt gọi là Nam Chưởng (南掌), Lào Long quốc (牢龍國) hay Lão Qua Gia (老檛家), là một trong ba tiểu quốc Lào, thành lập ở miền Bắc Lào sau khi Lan Xang tan rã vào năm 1707 và tồn tại đến năm 1949.

## Lịch sử
Vua đầu tiên của Luang Phrabang là Kitsarat, ở ngôi đến năm 1713. Sau khi Kitsarat qua đời, người em cùng cha khác mẹ của ông lên kế vị, tức là vua Borom-Khattiyawongsa (Ong Kham). Tuy nhiên, một người em khác của Kitsarat là hoàng tử Intasom từ Prae đã tập hợp quân và tiến về phía Luangprabang, đóng quân ở bờ sông Nam Ou. Borom-Khattiyawongsa không muốn chiến tranh, nên đề nghị giảng hòa với Intasom và cả hai cùng cai trị Luangprabang. Nhân một lần Borom-Khattiyawongsa ra khỏi kinh thành đi săn, Intasom liền lên ngôi. Borom-Khattiyawongsa chạy về muang Lueak và đi tu, sau này thành vua Lan Na và giúp nước này đánh thắng quân Myanmar.
Năm 1749, Intasom qua đời. Đại Việt nhân cơ hội tiến đánh Luangprabang, nhưng bị hoàng tử Intapom đánh bại. Làm vua được vài tháng, Intapom nhường ngôi cho Chotika.
Giữa Luangprabang và Viêng Chăn thường xuyên có xung đột, mặc dù các vua của hai nước vốn cùng tổ tiên. Để tăng cường thế lực, Viêng Chăn đã liên minh với Myanmar(lúc đó là triều Konbaung), còn Luangprabang liên minh với Ayutthaya. Năm 1776, Myanmar đánh Ayutthaya đại bại. Vua Viêng Chăn lúc đó là Siribunyaaar liền đề nghị Myanmar giúp mình đánh Luangprabang. Quân Myanmar dưới sự chỉ huy của tướng Ponanor đã chiếm được kinh đô Luangprabang, bắt được em vua là Suriyavong cùng khoảng 400-500 người khác đem về Myanmar.
Năm 1768, Myanmar cho Suriyavong làm tướng đi đánh một số nơi ở miền Bắc Luangprabang. Suriyavong đã nhân cơ hội đó bỏ trốn đến Muang Then (Mường Then, ngày nay là Điện Biên của Việt Nam) và ở đó khoảng 3 năm. Sau, ông liên lạc được với anh mình và xin trở về Luangprabang. Chotika lo ngại, nên không cho phép. Suriyavong liền tuyển mộ binh sĩ và tiến đánh Luangprabang; càng tiến, quân của ông càng lớn mạnh. Năm 1771, Suriyavong chiếm được kinh đô Luangprabang và giành được ngai vàng từ Chotika.
Tức giận chuyện Viêng Chăn năm xưa kêu Myanmar đánh Luangprabang và bắt mình về Myanmar, Suriyavong cất quân đánh Viêng Chăn và chiếm được kinh đô Viêng Chăn sau 2 tháng tấn công. Vua Viêng Chăn lại kêu Myanmar giúp và quân Myanmar lại đánh Luangprabang, buộc Suriyavong phải rút về. Sau 2 tuần vây hãm, quân Myanmar phá được thành Luangprabang. Suriyavong đầu hàng và nguyện làm chư hầu cho Myanmar.
Ở Ayutthaya, Taksin Đại Đế đã dấy binh khởi nghĩa, đánh đuổi được quân Myanmar xâm lược, rồi thậm chí còn chiếm được cả Campuchia và tiến công Viêng Chăn năm 1778. Suriyawong đã đem quân giúp Taksin, rồi từ đó Luang Phrabang trở thành chư hầu của Ayutthaya. Sau khi chiếm được Viêng Chăn năm 1779, Taksin lấn tới ép Luang Prabang phải công nhận sự bảo hộ của người Thái. Năm 1887, sau khi đánh lui được thế lực của quân Cờ Đen, đế quốc Thực dân Pháp đã sáp nhập Luang Phrabang vào lãnh thổ Liên bang Đông Dương, vương quốc này tiếp tục tồn tại dưới sự bảo hộ của Pháp cho đến năm 1949.

## Vua Luang Phrabang
- Kitsarat (1707–1713)
- Ong Kham (1713–1723)
- Thao Ang (Inthason, Chiêu Ấn (昭印), 1723–1749)
- Intharavongsa (1749)
- Inthaphom (Chiêu Phong (昭楓), 1749)
- Sotika-Kuomane (1749–1768) (phụ thuộc quốc của Myanmar, 1765–1768)[3]
- Surinyavong II (1768–1788) (phụ thuộc quốc của Myanmar, 1768–1778)[4]
- sự chiếm đóng của Xiêm (1791–1792)[4]
- Anurutha (Nộ Sạ (𦵚乍), 3 tháng 2 năm 1792 – năm 179??) (lần thứ nhất)
- sự chiếm đóng của Xiêm (179?? – 2 tháng 6 năm 1794)
- Anurutha (Nộ Sạ (𦵚乍), 2 tháng 6 năm 1794 – 31 tháng 12 năm 1819) (lần thứ hai)
- Manthaturath (Lô Mang (蘆芒), 31 tháng 12 năm 1819 – 7 tháng 3 năm 1837)
- Unkeo (1837–1838) (nhiếp chính trên danh nghĩa)
- Sukha-Söm (1838 – 23 tháng 9 năm 1850)
- Chantharath (23 tháng 9 năm 1850 – 1 tháng 10 năm 1868)
- Oun Kham (1 tháng 10 năm 1868 – 15 tháng 12 năm 1895)
- Zakarine (15 tháng 12 năm 1895 – 25 tháng 3 năm 1904)
- Sisavang Vong (26 tháng 3 năm 1904 – 27 tháng 8 năm 1946)